# Savino Guglielmetti
Savino Guglielmetti   (Milà, 26 de novembre de 1911 - Milà, 23 de gener de 2006) va ser un gimnasta artístic italià que va competir durant les dècades de 1930 i 1940.
El 1932 va prendre part en els Jocs Olímpics de Los Angeles, on disputà sis proves del programa de gimnàstica. Guanyà la medalla d'or en les competicions del concurs complet per equips i salt sobre cavall. En les altre proves destaca la cinquena posició en el concurs individual i la desena en les barres paral·leles.
Quatre anys més tard, als Jocs de Berlín, disputà les vuit proves del programa de gimnàstica masculina. Fou cinquè en el concurs complet per equips i novè en les barres paral·leles, com a resultats més destacats.
La seva tercera i darrera participació en uns Jocs fou el 1948, a Londres, on disputà les vuit proves del programa de gimnàstica masculina. La cinquena posició en el concurs complet per equips fou la millor i única entre els deu primers classificats.
En el seu palmarès també destaquen els campionats nacionals del concurs complet de 1934, 1935, 1937, 1938 i 1939. En retirar-se continuà vinculat a la Federació Italiana de Gimnàstica. El 1998 fou incorporat a l'International Gymnastics Hall of Fame.